# 本日は晴天なり (サニーデイ・サービスのアルバム)
『本日は晴天なり』（ほんじつはせいてんなり）は、2010年4月21日に発売されたサニーデイ・サービス通算8作目のスタジオ・アルバム。

## 解説
バンドが解体する様を映し出した前作『LOVE ALBUM』から10年を経ての新作。
まず、2000年の解散について曽我部恵一は潮時だったとし、「始めた時から、バンドっていうのは青春のように終わりがあると思っていたし。最後の『LOVE ALBUM』っていうのは無理に作ったから、理に適った流れで終わったんだと思っているけど」という。
その後、曽我部はソロ活動を開始するが、しばらくは敢えてサニーデイの楽曲を歌うことがなかった。しかし、ある時期を境に徐々に取り上げられるようになった。その理由について「ある時点で“自分の曲だからいいじゃん”って思ったんだよね。好きな曲だったら歌うし、気に入らないなら歌わない。よく、ソロになると昔のバンドの曲を歌わない人っているじゃないですか。自分はそうじゃなくていいんじゃないかなって」という。そのひとつの大きな節目が、アルバム『東京』収録曲すべてを曲順どおりにアコーステック・ギターの弾き語りで演奏した、2006年7月16日下高井戸シネマでのソロライブだったが、その意図は「わりとマーケティング的な意図もあったんですよ。アルバム『LOVE CITY』の直前で、ソロで自信がついてきたこともあって、自分がソロとして飛躍するためには、離れていったサニーデイのときのコアなファンを戻したいっていうのがちょっとあったんです」「成功だったかは置いといて、予想以上にサニーデイは大きい存在だと感じましたね。限定ライブ盤（『東京コンサート』）はあっという間に売り切れて、何を求められてるかがよくわかった。それと、サニーデイを安易に商売道具にしちゃいけないなあとも。あまり売れなかったら負担じゃないんだろうけど」「特に『東京』というアルバムは、ファンにとって大きいものだということはひしひしと伝わった。僕の中では他のアルバムとそんなに変わりないんですよ。だから代表作が『東京』だって言われるのに少し抵抗があったんだけど、この時それもいいやと思った。そう言われるのもありがたいことだなって」とし、それが再結成への伏線としてあったというが、その時点では再結成は考えもしなかったという。
そして、再結成に至った経緯については「2008年にライジング・サン・ロックフェスティバルのプロデューサーから“もう一度サニーデイで出てもらえないか”と言われるまで、思ったこともなかった。だから結構革命的なことでしたよ。そのとき、やったらダメな理由を考えたんですけど、たいしてないんですよね。やってみてバッシングされようが、何もなく過ごしていくよりも面白いことなんじゃないかなと。ほんとそれだけですよね」「ちゃんと演奏できるのかっていうのもそうだけど、何よりお客さんの反応が不安でしたね。でもそこはあんまり考えないように臨みました。だって自分がお客さんの立場なら再結成なんてナシですから」「たいてい、再結成モノってよくないから。なるほどと思うのはあるけど」「マイナスになるかプラスになるか。でもゼロよりはいいってだけなんですよ」という。
ライジング・サンへの出演と同時に発表された再結成について様々なところからライブやリリースのオファーがあったというが、「でも“まだ全くの白紙です”というところで対応したし、実際“一回やってみよう”というだけで、アルバムなんて何も考えていなかった。でも“さすがにリリースはないよね”って話だったのが、“なんか一曲くらいやってもいいんじゃないの”に変わっていって。最初、僕の中での再結成は、音楽活動を充実させる一個のコマのようなつもりだったんですよ。最新ベスト盤やリマスター再発程度の、もう一度サニーデイの曲をプレゼンし直すみたいな。でもサニーデイで曲を作りたいなっていうのが芽生え始めて、そこから徐々に変わっていったんですよね。もう一度サニーデイという可能性を、自分の中に取り込めたという感覚かな」という。
本作は曽我部自身のレーベル“ローズ・レコード”からのリリースだがそれについては「最初はメジャーから“これぞサニーデイ・サウンド!”という新曲を作って、しっかりプロモーションもやって、もう一度サニーデイを流布しようという魂胆もあったんですよ。でも、3人でバンドを再開したら、全然そういう風にはいかなかった。もう一回バンドをやるということは、その当時のヘタな自分たちに戻るってことで、ひいては、聴く人にとってサニーデイはどういうバンドだったのかっていう意識を持つようになっていって、そこから新しく作っていく体制にどんどん変わっていった。再結成ってある種“祭り”だと思うんだけど、そうはならなくて。思い描いていた“お金かけて大々的に”というところとは、まったく真逆の方向に行ったんです」「それは自分たちがどういう存在か思い知らされたというか。そもそも、サニーデイは大々的に売れるバンドではなかったんですよ。ミディという小さなレコード会社の所属だったからではなく、等身大だったから売れなかったんです。このアルバムを作る作業で、それがよくわかった。拙い3人のそれ以上でも以下でもない存在だってことに気づいて、初めてサニーデイとして落ち着いて無理せず作れたアルバムなんですよ」とし、最初はプロトゥールスに全部入れてエディットしてわりとかっちりしたものにしようとしたがうまくいかず、ほとんど一発録りで以前にはあった一部を直したり編集したりといった作業は一切行われていないという。
アレンジについては「昔はもうちょっと“こういう風に弾いて”とかちょっとしたディレクションもしたんですけど、一回テクニックの部分ではあきらめているから、今回はそれもなく。その人が出す音でいいだろうって。だからバンドの呼吸や息遣いだけで演奏できたかなあと思う」という。
曲順構成については「結構最後までいろいろ考えましたね。<恋人たち>の華々しい出発の風景から始まって、最後は女の子のある日の朝で終わるっていう。自分が生きている今につながればいいなあと。それがノスタルジーを満足させつつ、バンドの現在進行形を聴かせられることかなって。今回は新規のリスナーのことはまったく考えてないんですよ。当時熱心にサニーデイを愛してた人たちのために今、何を聴かせられるかということだけを誠実に考えて作ったから。突然の解散を苦々しく思っているファンに対して、どういう手紙が書けるかと」とし、「だから、これはあくまでもサニーデイにとっての8枚目のアルバムなんですよ。10年という時間がないと出来なかっただけで。サニーデイは急に終わったから、どこかちゃんとした最後のものを作りたいという気持ちも、最初はあったんです。でも作っているうちに、終わらせる必要もないなあって。<Dead Flowers>で描いた花が枯れていくときの美しさのように、自分たちもそうあるべきだなあと。何も終わらず、サニーデイはこのまま枯れて朽ち果てるまで続いていくんだと思います」とも答えている。

## パッケージ、アートワーク
プラケース仕様、初回盤は紙スリーブケース付き。アルバムには歌詞カードのほか、“サニーデイ・サービス TOUR 2010”の告知カードが添付されていた。

## 収録曲
1. 恋人たち – (3:46)[1]
曽我部は2008年末、この曲が出来て“ああ、これはサニーデイの曲だ”と思ってメンバーにデモをメールで送ったところ、“じゃあ録る?”みたいになって、そこから自然にアルバムを意識し始めたという。このテイクは曽我部が仕事場でマイクを立ててアコースティック・ギターで歌っているデモに3人での演奏が被せられたもの。曽我部は「まあ、どの曲もそうだけど“何が本当なのか?”ってことなのよ。それは本当に悩んで……俺はスタジオでキレイに録ったテイクでいったんOKにしたんだけど、最初の方がいいって田中が言うから元に戻して……こんなガシャガシャしたアレンジになるなんて誰も思ってなかったね。もっとフワッとした流麗な曲だった。今ってマーチングバンドみたいな印象があるじゃん? それがいいって思った瞬間があって……決まったのはレコーディングの最後の最後ですね」[3]という。
2. Somewhere In My Heart – (3:58)[1]
これの曲もデモのつもりで演奏されているという。曽我部によれば「リハスタで録ったから音も全然よくないんだけど、ただグルーヴだけはあった。その一点だけでこのバージョンが採用されたというか。録り直しもしたし、打ち込みバージョンも作ったし、ベース・ラインも変えたりしたけど、ここにある“得も言われぬグルーヴ感”がサニーデイなんだなって判断です」[3]という。
3. ふたつのハート – (4:25)[1]
4. 南口の恋 – (5:51)[1]
5. まわる花 – (5:28)[1]
もともとは解散前の「LOVE ALBUM TOUR」で演奏されていた曲。田中貴によれば「リハやってる時に、曽我部が持ってきて。そのツアー中にも何度か演奏してたんですよ」「当時のリハの最中に録ったデモもあって、実はたまーに聴いてたんだよね。もったいないなぁ、って」[4]という。その後この曲は曽我部のソロでも幾度か録音されたが未発表になっていて、やはりサニーデイの曲だという感じがしたので今回再度レコーディングされたという。
6. 水色の世界 – (3:20)[1]
最後の方に作られた曲のひとつで、曽我部恵一バンドのツアーの帰りの機材車の中で作られたという。曽我部によれば「たいてい車の中って、曲を作ってるんだよ。やることないから寝るかギター弾くぐらいしかできないし、いいメロディが降りてくるとそのまま発展させていったりとか」[4]という。ほとんどの楽曲が一発録りの中にあって、この曲は丸山晴茂が叩いたコンガをループさせて、その上に曽我部と田中の歌とベースがダビングされている。
7. 五月雨が通り過ぎて – (4:25)[1]
最初は2007年くらいに作られた楽曲。曽我部恵一バンドでやろうとしたがうまくいかず、たまたまサニーデイでやってみたらぴったりはまったという。
8. Dead Flowers – (4:53)[1]
アルバム全体を通して、歌詞のところどころにサニーデイの暗喩を感じるとの問いに曽我部は「それは全然ないですね。深読みされるかも知れないけど、作り手としては何も考えてないんですよ。無意識にサニーデイのことが出てきているかもしれないけれど」[2]としているが、この曲は自分たちのことを歌おうと思ったという。「やっぱりサニーデイってなると3人だから、どうしても田中とか晴茂くんの要素も入ってくるわけ。基本的に俺の人生には田中の要素も晴茂くんの要素もないから、俺のソロだとその部分を歌う必要はないのよ。でもサニーデイは“この3人の人生を代表しているものを歌う”っていうのが、なんとなくあって」[4]とし、そのためにこの曲が必要になったのだという。
9. Poetic Light –まよなか– – (5:19)[1]
曽我部によれば、<Dead Flowers>やこの<Poetic Light>は、アルバムのまとめに入ってる時の辻褄を合わせるための曲だという。「ストーリーの中で、言われてないけど必要な部分があるから、そのために曲を作る必要があって。それがこの2曲だったんだよね」「この曲を作ってる頃には、アルバムの終わり方はもう見えてた。ラストは<だれも知らなかった朝に>になるのが美しいだろうって。だから、いかにそこに辿り着かせるかがレコーディング後半戦のキモだったね」[4]という。
10. だれも知らなかった朝に – (6:16)[1]
レコーディングの中間くらいで作られた曲。曽我部は「闇雲に曲を作ってる時は大変だし、それがバラバラな状態も不安なんだけど、パッと見えた時に全部が急に流れていく。それが気持ちよくて。それも全部、<だれも知らなかった朝に>って曲ができたからなわけで。これはポロッとできた曲で、まさかこれが最後の曲になるとは思ってなかったけど、レコーディング後半に入った頃、“もしかしてこれが最後に来るストーリーなんじゃないか?”って気づいて。<恋人たち>で、独り暮らしをしてる男の子の部屋から始まって、最後は女の子の部屋で終わる……つまりこのアルバムは“別々の場所で、同じような晴れた空を眺めている2人のストーリー（だけど2人はまったく関係ない人）”ってところに導かれてる気がしたの。まったく関係なく作ってた曲が、自分の潜在意識のストーリーの中で次第に繋がっていったんだよね」[4]という。

## クレジット
| サニーデイ・サービス                                           |
| 曽我部恵一 田中貴 丸山晴茂                                     |
|                                                                |
| GUEST MUSICIANS                                                |
| 鈴木慶一 ピアノ on 「南口の恋」                                |
| 細野しんいち オルガン on 「Dead Flowers」                      |
| 上野智文 大塚謙一郎 オータコージ コーラス on 「まわる花」      |
|                                                                |
| RECORDING ENGINEERS 池内亮 吉満ひろゆき                        |
| ASSISTANT ENGINEERS 瀧沢真一 前田健介 (aLIVE RECORDING STUDIO) |
|                                                                |

| RECORDING STUDIOS | aLIVE REDORDING STUDIO SUR SOUND STUDIO STUDIO ROSE |

|                                               |
| MIXED by 曽我部恵一 at STUDIO ROSE            |
|                                               |
| BAND and OCEAN PHOTOS 坂本正郁                |
| OTHER PHOTOS 曽我部恵一                       |
|                                               |
| ART DIRECTION 小田島等                        |
|                                               |
| ROSE RECORDS STAFF 岩崎朗太 水上由季 金野志保 |
|                                               |
| WRITTEN and PRODUCED by 曽我部恵一            |

## リリース日一覧
| 地域 | リリース日                               | レーベル     | 規格                   | カタログ番号 | 備考                                |
| ---- | ---------------------------------------- | ------------ | ---------------------- | ------------ | ----------------------------------- |
| 日本 | 2010年4月21日                            | ROSE RECORDS | CD                     | ROSE 102     |                                     |
| 日本 | 2010年12月6日                            | ROSE RECORDS | Analog                 | ROSE 102X    | 完全限定生産盤                      |
| 日本 | 2015年5月22日 2015年5月23日 2015年6月3日 | ROSE RECORDS | デジタル・ダウンロード | -            | 通常音質（全10曲：AAC 128/320kbps） |